# UCI America Tour de 2018
O UCI America Tour de 2018 foi a décima quarta edição do calendário ciclístico internacional americano. Iniciou-se a 23 de outubro de 2017 na Guatemala, com a Volta a Guatemala e finalizou a 19 de agosto de 2018 com o Colorado Classic. Em princípio, tinham-se programadas 25 concorrências, além dos Campeonatos Panamericanos, mas finalmente disputaram-se 17 carreiras mais os Campeonatos Panamericanos.

## Equipas
As equipas que podem participar nas diferentes carreiras dependem da categoria das mesmas. A maior nível de uma carreira podem participar equipas a mais nível. Por exemplo os equipas UCI Pro Team, só podem participar das carreiras .HC e .1 e têm cota limitada de equipas para competir.
| Categoria      | Categoria                        | Equipas                                                                                           |
| -------------- | -------------------------------- | ------------------------------------------------------------------------------------------------- |
| .HC            | 1.hc (Carreira de um dia)        | * ProTeam (max 65%) * Profissionais Continentais * Continentais * Selecções nacionais             |
| .HC            | 2.hc (Carreira de vários dias)   | * ProTeam (max 65%) * Profissionais Continentais * Continentais * Selecções nacionais             |
| .1             | 1.1 (Carreira de um dia)         | • ProTeam (max 50%) • Profissionais Continentais • Continentais • Selecções nacionais             |
| .1             | 2.1 (Carreira de vários dias)    | • ProTeam (max 50%) • Profissionais Continentais • Continentais • Selecções nacionais             |
| .2             | 1.2 (Carreira de um dia)         | • Profissionais Continentais • Continentais • Selecções nacionais • Selecções regionais • Amadors |
| .2             | 2.2 (Carreira de vários dias)    | • Profissionais Continentais • Continentais • Selecções nacionais • Selecções regionais • Amadors |
| .Ncup (sub-23) | 1.ncup (Carreira de um dia)      | • Selecções nacionais • Selecções mistas                                                          |
| .Ncup (sub-23) | 2.ncup (Carreira de vários dias) |                                                                                                   |

## Carreiras
Esta edição consistiu em 2 carreiras de máxima categoria (.HC), 3 carreiras de nível (.1), e o resto das carreiras foram do último nível de categoria (.2). Ademais também fizeram parte as carreiras em estrada e contrarrelógio para elite e sub-23 do Campeonato Panamericano de Ciclismo em Estrada.

## Calendário
As seguintes foram as 17 carreiras que se disputaram para o calendário UCI America Tour de 2018:
| UCI America Tour de 2018 | UCI America Tour de 2018 | UCI America Tour de 2018      | UCI America Tour de 2018 | UCI America Tour de 2018 |
| Data                     | País                     | Corrida                       | Vencedor                 |                          |
| ------------------------ | ------------------------ | ----------------------------- | ------------------------ | ------------------------ |
| 23 out. – 1 nov.         | Guatemala                | Volta à Guatemala             | Manuel Rodas             |                          |
| 27 out. – 5 nov.         | Venezuela                | Volta à Venezuela             | Carlos Torres            |                          |
| 18 – 27 dez.             | Costa Rica               | Volta à Costa Rica            | Román Villalobos         |                          |
| 12 – 21 jan.             | Venezuela                | Volta ao Táchira              | Pedro Gutiérrez          |                          |
| 21 – 28 jan.             | Argentina                | Vuelta a San Juan             | Óscar Sevilla            |                          |
| 6 – 11 fev.              | Colômbia                 | Tour Colombia                 | Egan Bernal              |                          |
| 23 mar. – 1 abr.         | Uruguai                  | Vuelta Ciclista del Uruguay   | Magno Nazaret            |                          |
| 12 – 15 abr.             | Estados Unidos           | Joe Martin Stage Race         | Rubén Companioni         |                          |
| 18 – 22 abr.             | Estados Unidos           | Tour de Gila                  | Rob Britton              |                          |
| 28 mai.                  | Estados Unidos           | Winston-Salem Cycling Classic | Sam Bassetti             |                          |
| 13 – 17 jun.             | Canadá                   | Tour de Beauce                | James Piccoli            |                          |
| 5 – 14 jul.              | Venezuela                | Volta à Venezuela             | Matteo Spreafico         |                          |
| 8 jul.                   | Canadá                   | White Spot / Delta Road Race  | Adam de Vos              |                          |
| 13 jul.                  | Estados Unidos           | Chrono Kristin Armstrong      | Serghei Tvetcov          |                          |
| 3 – 12 ago.              | França                   | Tour de Guadalupe             | Boris Carène             |                          |
| 6 – 12 ago.              | Estados Unidos           | Tour de Utah                  | Sepp Kuss                |                          |
| 16 – 19 ago.             | Estados Unidos           | Colorado Classic              | Gavin Mannion            |                          |

## Classificações finais
- Nota: Classificações atualizadas ao 21 de outubro depois do termo da temporada.[3][4]

### Individual
Integram-na todos os ciclistas que consigam pontos podendo pertencer tanto a equipas amadoras como profissionais, inclusive as equipas UCI World Team.
| Posição | Corredor              | Equipa                    | Pontos |
| ------- | --------------------- | ------------------------- | ------ |
| 1.º     | Gavin Mannion         | UnitedHealthcare          | 328    |
| 2.º     | Sepp Kuss             | LottoNL-Jumbo             | 280    |
| 3.º     | Serghei Tvetcov       | UnitedHealthcare          | 270    |
| 4.º     | Juan Sebastián Molano | Maçã Postobón             | 263    |
| 5.º     | Maximiliano Richeze   | Quick-Step Floors         | 222    |
| 6.º     | Hugh Carthy           | EF Education First-Drapac | 218    |
| 7.º     | Egan Bernal           | Sky                       | 183    |
| 8.º     | Sergio Henao          | Sky                       | 170    |
| 9.º     | Ben Hermans           | Israel Cycling Academy    | 160    |
| 10.º    | Joe Dombrowski        | EF Education First-Drapac | 155    |

| Posições 11º ao 20º | Posições 11º ao 20º    | Posições 11º ao 20º       | Posições 11º ao 20º |
| Posição             | Corredor               | Equipa                    | Pontos              |
| ------------------- | ---------------------- | ------------------------- | ------------------- |
| 11.º                | Daniel Felipe Martínez | EF Education First-Drapac | 150                 |
| 12.º                | Brent Bookwalter       | BMC Racing                | 150                 |
| 13.º                | Cristopher Mansilla    | Start Gosto               | 150                 |
| 14.º                | Dorian Monterroso      |                           | 148,17              |
| 15.º                | Gonzalo Najar          | SEP San Juan              | 145                 |
| 16.º                | Rob Britton            | Rally                     | 143                 |
| 17.º                | James Piccoli          | Elevate-KHS               | 133                 |
| 18.º                | Jack Haig              | Mitchelton-Scott          | 130                 |
| 19.º                | Samuel Bassetti        | Elevate-KHS               | 125                 |
| 20.º                | Federico Vivas         |                           | 125                 |

### Equipas
A partir de 2016 e devido a mudanças regulamentares, todas as equipas profissionais entram nesta classificação, inclusive os UCI World Team que até a temporada anterior não puntuavam. Assim junta-se com a somatória de pontos que obtenha uma equipa com os seus 8 melhores corredores na classificação individual. A classificação também a integram equipas que não estejam registados no continente.
| Posição | Equipa                 | Pontos |
| ------- | ---------------------- | ------ |
| 1.º     | UnitedHealthcare       | 777    |
| 2.º     | Rally                  | 568    |
| 3.º     | Elevate-KHS            | 361    |
| 4.º     | Jelly Belly p/b Maxxis | 310    |
| 5.º     | Medellín               | 307    |

| Posições desde o 6º até 10º | Posições desde o 6º até 10º | Posições desde o 6º até 10º |
| Posição                     | Equipa                      | Pontos                      |
| --------------------------- | --------------------------- | --------------------------- |
| 6.º                         | Start Gusto                 | 283                         |
| 7.º                         | Equador                     | 281,68                      |
| 8.º                         | Israel Cycling Academy      | 279                         |
| 9.º                         | Canel's-Specialized         | 279                         |
| 10.º                        | Manzana Postobón            | 271                         |

### Países
Conta-se a pontuação mediante os pontos dos 8 melhores ciclistas de um país, não só os que consigam neste Circuito Continental, mas também os conseguidos em todos os circuitos. E inclusive se um corredor de um país deste circuito, só consegue pontos em outro circuito (Europa, Asia, Africa, Oceania), os seus pontos vão a esta classificação.
| Posição | País           | Pontos  |
| ------- | -------------- | ------- |
| 1.º     | Colômbia       | 3306,86 |
| 2.°     | Estados Unidos | 1702,71 |
| 3.º     | Canadá         | 1347,21 |
| 4.º     | Equador        | 1100,94 |
| 5.º     | Argentina      | 915     |

| Posições desde o 6º até 10º | Posições desde o 6º até 10º | Posições desde o 6º até 10º |
| Posição                     | Equipa                      | Pontos                      |
| --------------------------- | --------------------------- | --------------------------- |
| 6.º                         | Costa Rica                  | 767                         |
| 7.º                         | Venezuela                   | 697                         |
| 8.º                         | Brasil                      | 551                         |
| 9.º                         | Guatemala                   | 510,85                      |
| 10.º                        | México                      | 501                         |

### Países sub-23
| Posição | País           | Pontos  |
| ------- | -------------- | ------- |
| 1.º     | Colômbia       | 1927,86 |
| 2.º     | Estados Unidos | 711,71  |
| 3.º     | Equador        | 648,11  |
| 4.º     | México         | 322     |
| 5.º     | Canadá         | 273     |

## Evolução das classificações
| Data                   | Classificação individual | Classificação por equipas | Classificação por países | Classificação por países sub-23 |
| ---------------------- | ------------------------ | ------------------------- | ------------------------ | ------------------------------- |
| 30 de novembro de 2017 | Serghei Tvetcov          |                           | Colômbia                 | Colômbia                        |
| 31 de dezembro de 2017 | Serghei Tvetcov          |                           | Colômbia                 | Colômbia                        |
| 31 de janeiro          | Serghei Tvetcov          | Rally                     | Colômbia                 | Colômbia                        |
| 28 de fevereiro        | Serghei Tvetcov          | Rally                     | Colômbia                 | Colômbia                        |
| 31 de março            | Serghei Tvetcov          | Rally                     | Colômbia                 | Colômbia                        |
| 30 de abril            | Serghei Tvetcov          | Rally                     | Colômbia                 | Colômbia                        |
| 31 de maio             | Serghei Tvetcov          | Rally                     | Colômbia                 | Colômbia                        |
| 30 de junho            | Serghei Tvetcov          | Rally                     | Colômbia                 | Colômbia                        |
| 31 de julho            | Serghei Tvetcov          | Rally                     | Colômbia                 | Colômbia                        |
| 31 de agosto           | Sepp Kuss                | UnitedHealthcare          | Colômbia                 | Colômbia                        |
| 30 de setembro         | Gavin Mannion            | UnitedHealthcare          | Colômbia                 | Colômbia                        |
| 21 de outubro          | Gavin Mannion            | UnitedHealthcare          | Colômbia                 | Colômbia                        |
| Final                  | Gavin Mannion            | UnitedHealthcare          | Colômbia                 | Colômbia                        |